# جيري سيغال
جيري سيغال (بالإنجليزية: Jerry Segal)‏ هو محامي أمريكي، ولد في 21 مايو 1941 في فيلادلفيا في الولايات المتحدة.